# Nemer
De Nemer is een beek in Haaren (Noord-Brabant) die uitkomt in de Esschestroom. Het bevindt zich op het Landgoed Nemelaer in Haaren, pal achter Kasteel Nemerlaer. Het kasteel ontleent zijn naam aan dit riviertje en aan Laer, wat "open plek in het bos" betekent. De gracht van het kasteel wordt gevoed met het water uit de Nemer.
Met de herinrichting van de Esschestroom door waterschap De Dommel is de Nemer een vispassage geworden. Doordat hij ook ter hoogte van de spoorbrug is aangesloten op de Esschestroom, kunnen vissen de stuw in de Esschestroom omzeilen. In de Nemer zijn vistrappen geplaatst om het hoogteverschil te overbruggen.
De Nemer werd vroeger Amer genoemd (niet te verwarren met de rivier de Amer bij Geertruidenberg).